# ヘルマン・シュルツ (ラグビー選手)
ヘルマン・シュルツ（Germán Schulz、1994年2月5日 - ）は、アルゼンチンのラグビー選手。

## プロフィール
- アルゼンチン・コルドバ出身[1]。
- ポジションはウィング(WTB)。
- 身長 188cm、体重 95kg
- アルゼンチン代表キャップは3（2020年8月現在）。

## 略歴
2016年、リオ五輪の7人制アルゼンチン代表に選ばれた。
そして2021年、東京五輪の7人制アルゼンチン代表に選ばれて銅メダル獲得。
2024年、パリ五輪の7人制アルゼンチン代表に選ばれた。